# Coco de Chicago
Pour plus de détails, voir Fiche technique et Distribution.
Coco de Chicago (titre original : Billy Blazes, Esq.) est un court métrage de comédie américain, en noir et blanc et muet, réalisé par Hal Roach et sorti en 1919. Ce film met en scène le comique Harold Lloyd dans une parodie de western.

## Synopsis
La ville minière de Peaceful Vale est tombée sous la coupe du scélérat Crooked Charley, contre qui le shérif "Gun Shy" Gallagher essaie de s'opposer mais sans succès. La dernière action répréhensible de Charley est d'avoir poussé le tavernier Pierre hors de la ville et d'avoir capturé sa fille, Nell, comme prisonnière. Mais lorsque Billy Blazes surprend les hommes de main de Charley en train de rudoyer Pierre, il vient à son secours et est bien décidé à se confronter à Charley…

## Fiche technique
- Titre : Coco de Chicago
- Titre original : Billy Blazes, Esq.
- Réalisation : Hal Roach
- Scénario : H.M. Walker, Hal Roach
- Musique : Robert Israel (pour l'édition vidéo de 2003)
- Photographie : Walter Lundin
- Production : Hal Roach, Rolin Films
- Pays de production :  États-Unis
- Genre : Comédie, Parodie
- Durée : 13 minutes
- Dates de sortie :
  - États-Unis : 6 juillet 1919
  - France : 13 février 1920

## Distribution
- Harold Lloyd : Billy Blazes
- Bebe Daniels : Nell
- Snub Pollard : shérif "Gun Shy" Gallagher (crédité en tant que Harry Pollard)
- Sammy Brooks : (non crédité)
- Noah Young : (non crédité)
- Billy Fay : (non crédité)

## Récompenses et distinctions

### Nominations
- Saturn Award 2006 :
  - Saturn Award de la meilleure collection DVD (au sein du coffret Harold Lloyd Collection)